# Mukuka Mulenga
Mukuka Mulenga (Kitwe, 1993. július 6. –) zambiai válogatott labdarúgó, jelenleg a Mamelodi Sundowns játékosa.

## Sikerei, díjai
Mamelodi Sundowns
- Dél-afrikai bajnok (1): 2013–14

Power Dynamos
- Zambiai bajnok (1): 2011